# Ancier
Ancier est une commune française située dans le département de la Haute-Saône, en Franche-Comté, dans la région administrative Bourgogne-Franche-Comté.

## Géographie

### Hydrographie
Trois rivières traversent la commune : la Morthe, aménagée par les moines Prémontrés et les convers de l'ancienne abbaye de Corneux, et la Dhuys qui se jette dans le Dregeon.

### Climat
Pour des articles plus généraux, voir Climat de la Bourgogne-Franche-Comté et Climat de la Haute-Saône.
En 2010, le climat de la commune est de type climat des marges montargnardes, selon une étude du Centre national de la recherche scientifique s'appuyant sur une série de données couvrant la période 1971-2000. En 2020, Météo-France publie une typologie des climats de la France métropolitaine dans laquelle la commune est exposée à un climat semi-continental et est dans la région climatique Lorraine, plateau de Langres, Morvan, caractérisée par un hiver rude (1,5 °C), des vents modérés et des brouillards fréquents en automne et hiver.
Pour la période 1971-2000, la température annuelle moyenne est de 10,3 °C, avec une amplitude thermique annuelle de 17,6 °C. Le cumul annuel moyen de précipitations est de 921 mm, avec 12,7 jours de précipitations en janvier et 8,8 jours en juillet. Pour la période 1991-2020, la température moyenne annuelle observée sur la station météorologique de Météo-France la plus proche, « Chargey-lès-Gray », sur la commune de Chargey-lès-Gray à 6 km à vol d'oiseau, est de 11,5 °C et le cumul annuel moyen de précipitations est de 834,3 mm. 
La température maximale relevée sur cette station est de 39,3 °C, atteinte le 25 juillet 2019 ; la température minimale est de −18,2 °C, atteinte le 20 décembre 2009,,.
Les paramètres climatiques de la commune ont été estimés pour le milieu du siècle (2041-2070) selon différents scénarios d'émission de gaz à effet de serre à partir des nouvelles projections climatiques de référence DRIAS-2020. Ils sont consultables sur un site dédié publié par Météo-France en novembre 2022.

## Urbanisme

### Typologie
Au 1er janvier 2024, Ancier est catégorisée commune rurale à habitat dispersé, selon la nouvelle grille communale de densité à sept niveaux définie par l'Insee en 2022.
Elle appartient à l'unité urbaine de Gray, une agglomération intra-départementale regroupant quatre  communes, dont elle est une commune de la banlieue,,. Par ailleurs la commune fait partie de l'aire d'attraction de Gray, dont elle est une commune de la couronne,. Cette aire, qui regroupe 63 communes, est catégorisée dans les aires de moins de 50 000 habitants,.

### Occupation des sols
L'occupation des sols de la commune, telle qu'elle ressort de la base de données européenne d’occupation biophysique des sols Corine Land Cover (CLC), est marquée par l'importance des territoires agricoles (68,1 % en 2018), en diminution par rapport à 1990 (82,5 %). La répartition détaillée en 2018 est la suivante : 
prairies (34,7 %), terres arables (33,4 %), zones urbanisées (19,7 %), forêts (12,2 %). L'évolution de l’occupation des sols de la commune et de ses infrastructures peut être observée sur les différentes représentations cartographiques du territoire : la carte de Cassini (XVIIIe siècle), la carte d'état-major (1820-1866) et les cartes ou photos aériennes de l'IGN pour la période actuelle (1950 à aujourd'hui).

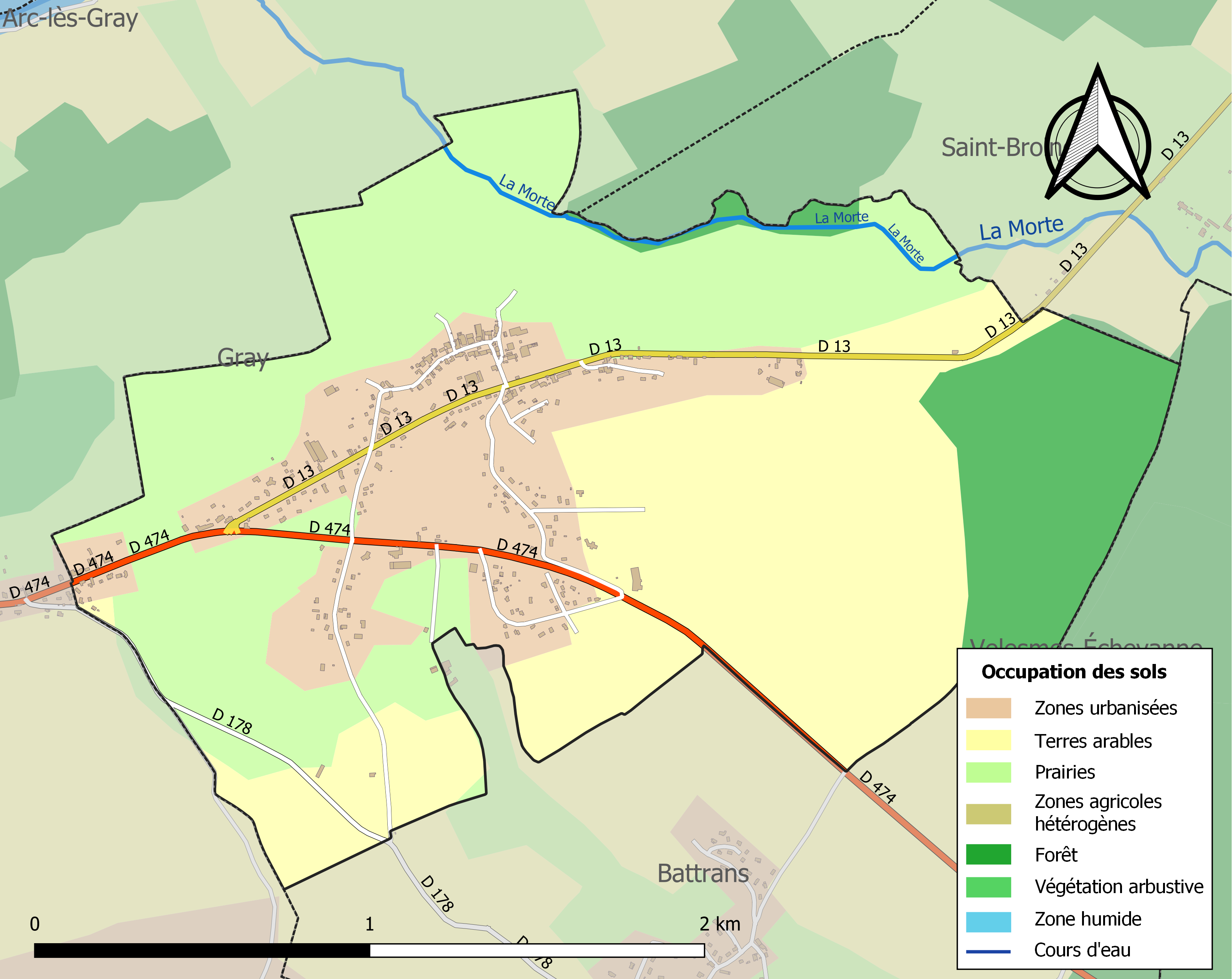
Carte des infrastructures et de l'occupation des sols de la commune en 2018 (CLC).

## Histoire
D'après les données archéologiques anciennes, le village semble occupé dès le Paléolithique (Aven) et au Néolithique (débitage lithique). Un château semble avoir existé  : mention du seigneur Guillaume d'Ancier (1216, AD . 414) et en 1316 "maison" (AHS. H412)

## Politique et administration

### Rattachements administratifs et électoraux
La commune fait partie de l'arrondissement de Vesoul du département de la Haute-Saône, en région Bourgogne-Franche-Comté. Pour l'élection des députés, elle dépend de la première circonscription de la Haute-Saône.
Elle fait partie depuis 1801 du canton de Gray  (dont la composition a été modifiée dans le cadre du redécoupage cantonal de 2014 en France

### Intercommunalité
La commune était l'un des fondateurs du District urbain de Gray, qui s'est transformé en 2000 pour devenir la Communauté de communes Val de Gray.
L'article 35 de la loi n° 2010-1563 du 16 décembre 2010 « de réforme des collectivités territoriales » prévoyait d'achever et de rationaliser le dispositif intercommunal en France, et notamment d'intégrer la quasi-totalité des communes françaises dans des EPCI à fiscalité propre, dont la population soit normalement supérieure à 5 000 habitants.
Dans ce cadre, le schéma départemental de coopération intercommunale (SDCI) approuvé par le préfet de Haute-Saône le 23 décembre 2011 a prévu la fusion de cette intercommunalité avec la petite communauté de communes du Pays d'Autrey, auxquelles plusieurs communes jusqu'alors isolées devraient se joindre.
Plus récemment, la loi NOTRe du 7 août 2015 a développé ce mouvement en élargissant les seuils de population et les compétences. Elle est applicable depuis le 1er janvier 2017, date à laquelle l'intégration de 11 communes de l'ancienne Communauté de communes du Val de Pesmes porte à 48 le nombre des communes membres de la communauté de communes Val de Gray.

### Liste des maires
| Période                                  | Période        | Identité        | Étiquette | Qualité |
| ---------------------------------------- | -------------- | --------------- | --------- | ------- |
| Les données manquantes sont à compléter. |                |                 |           |         |
| mars 2001                                | septembre 2007 | Bernard Ruchet  |           |         |
| septembre 2007                           | avril 2014     | Armel Chevalier |           |         |
| avril 2014                               | En cours       | Nadine Daguet   |           |         |

## Démographie
D'après les recensements nominatifs de 1654, 1657 et 1666, après la guerre de Dix Ans, l'épisode comtois de la guerre de Trente Ans, la population du village était le 13 février 1657 de 22 ménages et 97 personnes.
L'évolution du nombre d'habitants est connue à travers les recensements de la population effectués dans la commune depuis 1793. Pour les communes de moins de 10 000 habitants, une enquête de recensement portant sur toute la population est réalisée tous les cinq ans, les populations de référence des années intermédiaires étant quant à elles estimées par interpolation ou extrapolation. Pour la commune, le premier recensement exhaustif entrant dans le cadre du nouveau dispositif a été réalisé en 2007.

En 2022, la commune comptait 521 habitants, en évolution de +5,25 % par rapport à 2016 (Haute-Saône : −1,4 %, France hors Mayotte : +2,11 %).
| 1793 | 1800 | 1806 | 1821 | 1831 | 1836 | 1841 | 1846 | 1851 |
| ---- | ---- | ---- | ---- | ---- | ---- | ---- | ---- | ---- |
| 230  | 287  | 293  | 346  | 381  | 394  | 452  | 463  | 477  |

| 1856 | 1861 | 1866 | 1872 | 1876 | 1881 | 1886 | 1891 | 1896 |
| ---- | ---- | ---- | ---- | ---- | ---- | ---- | ---- | ---- |
| 353  | 389  | 361  | 328  | 366  | 332  | 323  | 309  | 331  |

| 1901 | 1906 | 1911 | 1921 | 1926 | 1931 | 1936 | 1946 | 1954 |
| ---- | ---- | ---- | ---- | ---- | ---- | ---- | ---- | ---- |
| 321  | 335  | 300  | 288  | 296  | 267  | 219  | 196  | 207  |

| 1962 | 1968 | 1975 | 1982 | 1990 | 1999 | 2006 | 2007 | 2012 |
| ---- | ---- | ---- | ---- | ---- | ---- | ---- | ---- | ---- |
| 247  | 284  | 345  | 448  | 490  | 424  | 455  | 459  | 483  |

| 2017 | 2022 | - | - | - | - | - | - | - |
| ---- | ---- | - | - | - | - | - | - | - |
| 502  | 521  | - | - | - | - | - | - | - |

## Économie

### Entreprises
Une tuilerie a existé route de Vesoul pendant une bonne partie du XXe siècle. Elle utilisait la terre extraite localement pour confectionner en particulier des tuiles et des cancalons. Le four était chauffé au bois.

## Lieux et monuments
- L'église de la Nativité-de-Notre-Dame reconstruite au XIXe siècle avec son clocher comtois datant de 1746[25] .

Un nouveau dôme a été posé sur le clocher par grutage le 8 octobre 2022. Ce nouveau dôme est identique à celui d'origine daté de 1746,,.

## Personnalités liées à la commune
- Ignace Bolot d'Ancier (28 novembre 1734 à Corravillers - 8 juillet 1782 à Miellin), co-seigneur d’Ancier en 1765 (permission de posséder fief, ainsi qu’à son frère aîné Jean-Baptiste Bolot),  avocat au Parlement de Franche-Comté, demeurant à Faucogney, gentilhomme verrier à Miellin et Givors à la suite de son mariage, marié le 22 janvier 1770 à Servance avec Catherine Schmid (1749 - 1814), dame de la verrerie de Miellin (paroisse de Servance), fille d’Ours Schmid (vers 1701 - 1774), gentilhomme verrier, et d’Anne Marie Robichon (1716 - 1756), dame de la verrerie de Miellin.